# متمم ثنائي
المتمم الثنائيد (بالإنجليزية: Two's Complements of Binary Numbers)‏
تكمن أهمية المتممين الأحادي والثنائي في إتاحة المجال لتمثيل الأعداد الثنائية السالبة والموجبة. والمتمم الثنائي هو الأكثر شيوعاً واستخداماً في النظم الحاسوبية.
| القيمة العشرية | تمثيل المتمم الثنائي |
| -------------- | -------------------- |
| 0              | 000                  |
| 1              | 001                  |
| 2              | 010                  |
| 3              | 011                  |
| −4             | 100                  |
| −3             | 101                  |
| −2             | 110                  |
| −1             | 111                  |

إن عملية الطرح (B ناقص A) تعادل الجمع إذا استعمل المتمم ‘A للمطروح.
يتم الحصول على المتمم الثنائي لأي عدد ثنائي موجب أو سالب صحيح بإضافة " 1" إلى المتمم الأحادي لهذا العدد.
مثال على إيجاد المتمم الثنائي لعدد موجب:
```
          العدد   N = 1 1 1 0 0 0 1 0 = 226 
   المتمم الأحادي        N = 0 0 0 1 1 1 0 1 
                       +1
                       -----
        المتمم الثنائي   N = 0 0 0 1 1 1 1 0
```

لاحظ الفرق بين التعبير عن المتمم الأحادي والتعبير عن المتمم الثنائي.
مثال على إيجاد المتمم الثنائي لعدد سالب:
```
                 العدد       N = 
1
 1 1 0 0 0 1 0 = -98      
          المتمم الأحادي            N = 
1
 0 0 1 1 1 0 1         
                                  +1
                                  -----
         المتمم الثنائي             N = 
1
 0 0 1 1 1 1 0   	 	
```

يشير الرقم (1) إلى البت الأكثر أهمية MSB والذي يمثل إشارة العدد الثنائي.
وعليه فإنه لإيجاد المتمم الثنائي لعدد ثنائي يتم أولاً إيجاد المتمم الأحادي ثم إضافة (1) إلى العدد الناتج، فينتج المتمم الثنائي لهذا العدد.
طريقة أخرى لإيجاد المتمم الثنائي:
يتم تحديد أول (1) ويُترك هو وما قبله ويتمّم أحادياً باقي الأرقام.
مثال :
```
                       العدد        N = 1 1 1 0 0 0  1 0 
                 المتمم الثنائي     N = 0 0 0 1 1 1  1 0 
```